# Гелар (Хунедоара)
Гелар (рум. Ghelar) насеље је у Румунији у округу Хунедоара у општини Гелари. Oпштина се налази на надморској висини од 630 m.

## Становништво
Према подацима из 2011. године у насељу је живело 2304 становника.